# Bob Larson
Bob Larson (* 28. Mai 1944 in Westwood, Los Angeles, Kalifornien) ist ein US-amerikanischer Pastor, der als Exorzist in einer Fernsehshow Bekanntheit erlangte.

## Leben
Larson wurde in Kalifornien als Sohn von Viola (geborene Baum) und Earl Larson geboren. Er wuchs in McCook, Nebraska auf.
Er hielt Vorträge in über 100 Ländern und trat in diversen US-TV-Shows auf. In der Reality-Show The Real Exorcist zeigte Larson 2008 Exorzismen an realen Probanden.
Der Exorzismus wird in den meisten Fällen im Umfeld der römisch-katholischen Kirche praktiziert. Larson hat jedoch einen evangelikal-pfingstlerischen Hintergrund.
Larson verfasste viele Bücher zu den Themen Satanismus und Rockmusik aus christlicher Sicht. In den 1980er und 1990er Jahren diskutierte er häufig über den Temple of Set.